# Шелыгин, Алексей Анатольевич
Алексе́й Анато́льевич Шелы́гин (род. 28 октября 1960, Москва, СССР) — советский и российский композитор. Член Союза композиторов России. Член Союза театральных деятелей Российской Федерации. Член Союза кинематографистов Российской Федерации, Гильдии профессиональных композиторов, член правления Гильдии композиторов кино Союза кинематографистов РФ.

## Биография
Учился в Музыкальном училище им. Ипполитова-Иванова, педагогом Шелыгина по фортепиано была Роза Иосифовна Рюмина, обучавшая ранее Аллу Пугачёву. Выпускник Московской государственной консерватории имени П. И. Чайковского (теоретико-композиторский факультет; закончил в 1984 году, защитив дипломную работу «Выразительные средства рок-музыки»). Ученик композитора Эдисона Денисова (класс инструментовки). Служил в армии два года в горной пехоте.
После окончания консерватории и службы в армии работал в качестве концертмейстера в Государственном училище циркового и эстрадного искусства (ГУЦЭИ) и одновременно научного сотрудника в Институте истории искусств, подрабатывал на свадьбах пианистом. Творческую деятельность в театрах совмещал с работой старшего преподавателя ГИТИСа (РАТИ).
В 1988 году написана музыка к спектаклю «Круг» режиссёра Татьяны Ахрамковой, где Шелыгин несколько лет исполнял также роль тапёра. С 1989 по 1991 гг. заведовал музыкальной частью в Московском Театре им. Маяковского и написал музыку к четырнадцати спектаклям. Музыкальный руководитель театра «Третье направление» Союза композиторов России. С 1991 года пишет музыку к программам российского телевидения: «Спид-инфо-видео», «Театр плюс ТВ», «Куклы», авторские программы Леонида Парфёнова, цикл «Новейшая история» и другим. Сотрудничает с Ефимом Любинским и студией Dixi-TV, композитор большинства проектов компании («Глухарь», «Мой муж — гений», «Карпов»).
В 1996 году состоялись международные премьеры оперы «Полин… Полин» (Франция) и мюзикла «Каштанка» (Германия). В 1997 году — сотрудничество с известным канадским балетмейстером Кимом Франком на постановке оперы-балета «В поисках чудесного».
В 1999 году завоевал национальную премию кинокритики «Золотой Овен» за музыку к фильму «Небо в алмазах». Помимо этого, Алексей Шелыгин — обладатель трёх телевизионных премий «ТЭФИ» (программы «Куклы», «Театр плюс ТВ», «Живой Пушкин», фильм «Штрафбат» (как член съёмочной группы)); театральной премии «Чайка» за музыку к спектаклю «Сирано де Бержерак» (2001); двух премий «Рекордъ» за самые продаваемые саундтреки («Бригада» (2002) и «Бой с тенью» (2005)). В 2010 году стал обладателем «Ники» за музыку к фильму «Петя по дороге в Царствие Небесное», а в 2011 году — премии «Золотой носорог» за музыку к сериалу «Меч». В 2016-м удостоен приза фестиваля «Вече» за лучшую музыку к фильму («Главный»).
Шелыгин — автор главной музыкальной темы концертов Михаила Задорнова. Работает с такими режиссёрами, как Василий Пичул, Константин Худяков, Вадим Дубровицкий, Дмитрий Астрахан, Александр Аравин, Николай Досталь, Александр Митта, Алла Сурикова и другие.
Композитор свыше 30 театральных постановок. Сотрудничал с Владимиром Мирзоевым (мюзикл «Валенсианские безумцы», «Кин IV», «Шутка мецената», «Любовный напиток», «Амфитрион», «Укрощение строптивой», «Двенадцатая ночь», «Коллекция Пинтера», «Сирано де Бержерак», «Миллионерша»), Александром Фёдоровым («Московская история-1205»), Андреем Жолдаком и другими режиссёрами.
Кроме театра и кино, Шелыгин работает в жанре академической музыки. Автор многих симфонических произведений, в частности: альтового концерта, сонаты для альта, «Темы и метаморфозы Кавалера Розы» и концерта для скрипки «Viva, Vivaldi!», написанных для Светланы Безродной, фортепианного концерта, фортепианных пьес, сюит для камерного оркестра и многих других работ. 13 мая 2013 года состоялась премьера музыкального действа «Слово о полку Игореве», написанного по заказу Ансамбля Дмитрия Покровского к 40-летнему юбилею коллектива.
Автор нескольких опер: «Приключения Незнайки» (2005, поставлена в театре им. Натальи Сац), рок-оперы «Царь-девица» по М. Цветаевой (2009; поставлена в Новосибирске), «Продавец игрушек» (премьера — 23 ноября и 24 ноября 2019 года в театре «Новая опера» по одноимённой книге Виктора Добросоцкого; либретто Кирилла Крастошевского).

## Фильмография
- 1991 — Ненаглядное пособие (м/ф)
- 1992 — Квартира
- 1992 — Коля, Зина и «Каёдза»
- 1992 — Слоненок-турист (м/ф)
- 1997 — Любовь
- 1997 — Учительница первая моя, или Мальчишник по-русски
- 1998—2002 — Самозванцы
- 1999 — Небо в алмазах
- 1999 — Живой Пушкин (д/ф)
- 2000 — Российская империя
- 2001 — Гражданин начальник
- 2002 — Бригада
- 2002 — Моя граница
- 2002 — Небо. Самолёт. Девушка
- 2003 — Дни Ангела
- 2003 — Стилет
- 2003 — Стилет 2
- 2003 — Остров без любви
- 2003 — Третий вариант
- 2004 — Посылка с Марса
- 2004 — Четыре любови
- 2004 — Звездочёт
- 2004 — Четыре таксиста и собака
- 2004 — Надежда уходит последней
- 2004 — На верхней Масловке
- 2004 — Штрафбат
- 2005 — Бой с тенью
- 2005 — Роман ужасов
- 2005 — Звезда эпохи
- 2005 — Последний бой майора Пугачёва
- 2005 — Коля — перекати поле
- 2005 — Ленинградец
- 2005 — Воскресенье в женской бане
- 2005 — Лебединый рай
- 2006 — Граффити[10]
- 2006 — Алмазы на десерт
- 2006 — Вы не оставите меня
- 2006 — Свадьба. Дело. Смерть
- 2006 — Знаки любви
- 2006 — Прорыв
- 2006 — Кинофестиваль
- 2006 — Конец света
- 2006 — Офицеры
- 2006 — Четыре таксиста и собака 2
- 2007 — Бой с тенью 2: Реванш
- 2007 — Маршрут
- 2007 — Безмолвный свидетель
- 2007 — Королёв
- 2007 — Тунгусский метеорит (не был завершён)
- 2007 — Сваха
- 2007 — Шекспиру и не снилось
- 2007 — Огонь любви
- 2008 — Обручальное кольцо
- 2008 — Господа офицеры: Спасти императора
- 2008 — Клинч
- 2008 — Однажды в провинции
- 2008—2009 — Глухарь
- 2008 — Мой муж — гений
- 2008 — Завещание ночи
- 2008 — Десантный батя
- 2008 — Выйти замуж за генерала
- 2008 — Вторжение
- 2008 — Застава Жилина
- 2009 — Глухарь. Продолжение
- 2009 — Глухарь. Приходи, Новый год!
- 2009 — Частный сыск полковника в отставке
- 2009 — Петя по дороге в Царствие Небесное
- 2009 — Ласковый май
- 2009 — Меч
- 2009 — М+Ж
- 2009 — Человек с бульвара Капуцинок
- 2009 — Дом на Озёрной
- 2010 — Глухарь. Возвращение
- 2010 — Глухарь в кино
- 2010 — Последняя встреча
- 2010 — Отдел
- 2010 — Обратный путь
- 2010 — Москва, я люблю тебя! (новелла «Королева»)
- 2010 — Серафима прекрасная
- 2010 — Шахта
- 2010 — Терапия любовью
- 2010 — Иванов
- 2011 — Игра
- 2011 — Салями
- 2011 — Товарищ Сталин
- 2011 — Смерш. Легенда для предателя
- 2011 — Пятницкий
- 2011 — О нём
- 2011 — Двое в чужом доме
- 2011 — Стреляющие горы
- 2011 — Команда 8
- 2011 — Ночной таверны огонёк
- 2011 — Фарфоровая свадьба
- 2012 — Военный госпиталь
- 2012 — СК
- 2012 — Однажды в Ростове
- 2012 — Шериф 2
- 2012 — Наружное наблюдение
- 2012 — Красавица и чудовище
- 2012 — Единственный мой грех
- 2012 — Карпов
- 2012 — Страна 03
- 2012 — Проснёмся вместе?
- 2012 — Хоккейные игры
- 2012 — День додо
- 2013 — Второе восстание Спартака
- 2013 — Домработница
- 2013 — Три мушкетёра
- 2013 — Три звезды
- 2013 — Редкая группа крови
- 2013 — Жених
- 2013 — Карпов-2
- 2013 — Горюнов
- 2013 — Серьёзные отношения
- 2013 — Этаж
- 2014 — Бессонница
- 2014 — Карпов. Сезон третий
- 2014 — Черта
- 2014 — Там, где ты
- 2014 — Другой берег
- 2014 — По следу зверя
- 2014 — Дачный романс
- 2014 — Криминальное наследство
- 2015 — Меч. Сезон второй
- 2015 — Главный
- 2015 — Чужое
- 2015 — Гастролёры
- 2015 — Сельский учитель
- 2016 — Игра. Реванш
- 2016 — Лестница в небеса
- 2016 — Четвёртый (The Fourth) (короткометражный)
- 2016 — Женщина без чувства юмора
- 2016 — Любовь и Сакс[11]
- 2016 — Три королевы
- 2017 — Доярка и лопух
- 2017 — Ключи
- 2017 — Деньги
- 2017 — Женский детектив
- 2017 — Сезон любви
- 2017 — Морозова
- 2017 — Декабристка
- 2018 — Первые
- 2018 — Динозавр
- 2018 — Невозможная женщина
- 2019 — Двойник
- 2019 — Укрощение свекрови
- 2019 — Фемида видит
- 2020 — Бывшие
- 2020 — Молодые и сильные выживут
- 2021 — Некрасивая
- 2021 — Укрощение свекрови. Продолжение
- 2021 — Кулагины
- 2021 — Нахимовцы

### Озвучивание мультфильмов
- 1993 — Деревенский водевиль
- 1994 — Ах, эти жмурки!

### Музыка к драматическим спектаклям
- 1987 — «Сюжет Питера Брегеля» (реж. Т. Ахрамкова) — театр им. Маяковского
- 1988 — «Круг» (реж. Т. Ахрамкова) — театр им. Маяковского
- 1990 — «Валенсианские безумцы» (реж. Т. Ахрамкова) — театр им. Маяковского
- 1992 — «Наливные яблоки, или Правда — хорошо, а счастье — лучше» (реж. А. Гончаров) — театр им. Маяковского
- 1995 — «Кин IV» (реж. Т. Ахрамкова) — театр им. Маяковского
- 1996 — «Полин, Полин…» (опера; реж. О. Кудряшов) — Театр «Vivant» (Франция, Ренн)
- 1996 — «Каштанка» (мюзикл)
- 1997 — «Забавы Дон Жуана» (реж. Т. Ахрамкова) — театр им. Маяковского
- 1997 — «Любовный напиток» (реж. Т. Ахрамкова) — театр им. Маяковского
- 1998 — «Амфитрион» (реж. В. Мирзоев) — театр им. Вахтангова
- 1999 — «Двенадцатая ночь» (реж. В. Мирзоев) — театр им. Станиславского
- 1999 — «Укрощение строптивой» (реж. В. Мирзоев) — театр им. Станиславского
- 2000 — «Коллекция Пинтера» (реж. В. Мирзоев) — Творческие мастерские СТД
- 2000 — «Миллионерша» (реж. В. Мирзоев) — Независимый театральный проект
- 2001 — «Сирано де Бержерак» (реж. В. Мирзоев — театр им. Вахтангова
- 2002 — «Тайна старого шкафа» (реж. И. Войтулевич) — театр им. Маяковского
- 2003 — «Лир» (по мотивам пьесы «Король Лир» Уильяма Шекспира; реж. В. Мирзоев) — театр им. Вахтангова)[12]
- 2005 — «Дон Жуан и Сганарель» (реж. В. Мирзоев) — театр им. Вахтангова
- 2005 — «Путешествие Незнайки» (мюзикл; реж. А. Леонов) — Музыкальный театр им. Наталии Сац
- 2009 — «Московская история 1205» (мюзикл; реж. А. Фёдоров) — Детский музыкальный театр юного актёра
- 2009 — «Царь-девица» (рок-опера) — Новосибирский дом актёра
- 2009 — «Принц Каспиан» (реж. С. Посельский) — Московский театр на Малой Бронной;
- 2012 — «Князь полнолуния» (по мотивам романа «Дракула» Б. Стоккера; реж. М. Чумаченко)
- 2012 — «Голый король» (реж. С. Посельский) — Московский драматический театр имени Рубена Симонова;
- 2015 — «Тихий Дон» (по мотивам романа М. Шолохова, реж. Г. Шапошников) — Ростовский театр драмы им. Горького[13].
- 2015 — «Миледи» (реж. М. Чумаченко)[14].
- 2015 — «Вода Камень Море» (реж. О. Кудряшов) — Театр Музыки и Поэзии п/р Е. Камбуровой
- 2016 — «Цыган» (реж. Г. Шапошников) — Ростовский театр драмы им. Горького
- 2017 — «Прощание с Матёрой» (реж. Г. Шапошников) — Иркутский драматический театр имени Н. П. Охлопкова
- 2017 — «Матерь Человеческая» (реж. Г. Шапошников) — Ростовский театр драмы им. Горького
- 2019 — «Кентервильское привидение» (реж. А. Фроленков) — Московский драматический театр на Малой Бронной

### Музыка к телепрограммам
- 1991 — «Спид-Инфо»
- 1991 — «Театр+TV»[15] / «Приют комедиантов»
- 1994—2002 — «Куклы»
- 1996 — «Новая начальная школа» / «Средняя школа сегодня»
- 1996 — «Бесконечное путешествие»
- 1997 — «Национальный интерес» (совместно с В. Рацкевичем и С. Андрусенко)
- 1997 — «Котовасия»
- 1999 — «Без рецепта»
- 1999 — «Страна Фестивалия»
- 1999 — «Кто прав?»
- 1999 — «Двое»
- 1999 — «Русские горки с Михаилом Таратутой»
- 2000 — «Третьего не дано»
- 2000 — «Песни с Фоменко»
- 2001 — «В последнюю минуту»
- 2001 — «Зелёная волна»
- 2001 — «Итоги»
- 2001 — «Дачники»
- 2003 — «Розыгрыш»
- 2003 — «Школа ремонта»
- 2003 — «Улица Сезам»[16] (автор музыки песен)
- 2004 — «Офицерский вальс»
- 2005 — «Умники и умницы»
- 2005 — «Федеральный судья»
- 2006 — «Поймать вора»
- 2006 — «Империя»
- 2006 — «Детективы»
- 2006 — «Фазенда» / «Дорогая переДача»
- 2006 — «Понять. Простить»
- 2007 — «Галилео» (1-2 выпуски)
- 2007 — «Скандальная жизнь с Ольгой Б.»
- 2008 — «Про палитры и пюпитры»
- 2011 — «Медицинские тайны»

### Музыка к рекламе
- Реклама мебельного салона «Колибри»
- Реклама банка «Русский стандарт»
- Реклама магазина «Спортландия»
- Реклама «Фарматекс»
- Реклама лапши «Анаком»

### Документальные фильмы
- 1998 — Новейшая история. Семнадцать мгновений весны 25 лет спустя
- 1998 — Сердце Ельцина
- 1998 — Чисто российское убийство
- 1999 — Тегеран-99
- 1999 — Афганский капкан
- 1999 — Новейшая история. Место встречи 20 лет спустя
- 1999 — Съезд побежденных?
- 1999 — Первая первая леди
- 1999 — Новейшая история. Жизнь под грифом «Секретно»
- 1999 — Россия. XX век. Взгляд на власть
- 1999 — Мировая революция для товарища Сталина
- 1999—2000 — Президент Всея Руси
- 2000 — 300 лет Новому году
- 2000 — Зыкина
- 2000 — Блеск и нищета Гохрана
- 2000 — Красный день календаря
- 2000 — Геннадий Хазанов. Жил-был я
- 2000 — Победа. Одна на всех
- 2001 — Дети великого Августа
- 2001 — Преданы и забыты
- 2001 — Список Калугина
- 2001 — Большие гонки
- 2001 — СССР. Последние дни
- 2001 — Штурм будет стоить дорого (одна из композиций в 2007—2008 годах использовалась как заставка программы «Ревизор» с Борисом Соболевым)
- 2001 — Здесь был СССР. Беларусь
- 2002 — Сталин. Некоторые страницы личной жизни
- 2002 — Их поменяли местами
- 2002 — Футбольные войны
- 2002 — Лебедь
- 2002 — Граница
- 2002 — Чудесное воплощение мечты
- 2002—2003 — Мне снится русский снег
- 2003 — Раскрыть и доказать
- 2003 — Берия. Полвека после расстрела
- 2003 — Потаенные годы Иисуса — Ходил ли Иисус в Индию?
- 2003 — Мятеж 93-го
- 2003 — Чёрный октябрь Белого дома
- 2003 — НТВ. Автопортрет
- 2003 — Создать группу «А»
- 2003 — Возвращение Рудольфа
- 2003 — Цепная реакция
- 2003 — Кремлёвские тайны академика Арбатова
- 2004 — Вымпел. Разведка специального назначения
- 2004 — Заговор-62. Кто поссорил Хрущёва с интеллигенцией
- 2004 — Дорогой Леонид Ильич
- 2004 — 8 1/2 Евгения Примакова
- 2004 — Мой ласковый и нежный май
- 2004 — Тайна черных песков
- 2004 — Пятый генсек
- 2004 — Как добивали Хрущёва
- 2004 — Кукурузный царь
- 2004 — Евтушенко. Портрет на фоне себя
- 2004 — Ведущий
- 2004 — Александр Яковлев. Монолог
- 2004 — Александр Калягин
- 2004 — Андрей Вознесенский. Ностальгия по настоящему
- 2004 — Виктор Суворов. Русский предатель в поисках счастья
- 2004 — Поколение победителей. Лев Яшин
- 2004 — Четвёртая мировая война
- 2004 — Ещё одна песня о Ленине
- 2004 — Тайная история искусства
- 2005 — Поймать и посадить
- 2005 — Я мог никогда не вернуться
- 2005 — Русский набат
- 2005 — Страсти по Горбачёву
- 2005 — Операция Ы
- 2005 — Вицин
- 2005 — Никулин
- 2005 — Моргунов
- 2005 — Её слезам Москва поверила
- 2005 — Хозяин зоны
- 2005 — Любовь общего режима
- 2005 — Геннадий Хазанов. Ближний круг
- 2006 — Евгений Леонов. А слезы капали…
- 2006 — К-219. Последний поход
- 2006 — Корней Чуковский. Запрещенные сказки
- 2006 — И лично Леонид Ильич
- 2007 — Русские русалки
- 2008 — Последнее дыхание любви
- 2008 — Западня
- 2008 — Ядерная эпоха
- 2008 — Светлана
- 2009 — Цхинвал. Больше никто не умрёт
- 2009 — Человек весны. Тонино Гуэрра
- 2017 — Юрий Степанов. И жизнь оборванной струной…
- 2019 — Евровидение-2019: Музыка или политика?